# Куско (футбольний клуб)
«Куско» (ісп. Cusco Fútbol Club) — перуанський футбольний клуб з міста Куско. Клуб був заснований 16 липня 2009 року і грає в першому дивізіоні чемпіонату Перу з футболу. До 2019 року називався «Реал Гарсільясо».

## Історія

### Заснування
«Реал Гарсільясо» був заснований 16 липня 2009 року під назвою Asociación Civil Real Atlético Garcilaso з ініціативи колишніх учнів Великої об'єднаної школи «Інка Гарсіласо де ла Вега». Команда з Куско є однією з перуанських команд, яка має свою власну академію, яка називається «Блакитний будинок» (ісп. Casa Celeste Нещодавно клуб придбав 40 акрів землі в окрузі Оропеса, де має намір побудувати свій власний стадіон і штаб-квартиру.
У першому ж сезоні у Другій лізі округу Куско «Реал Гарсільясо» став чемпіоном, завоювавши право участі в Першому дивізіоні округу Куско. Таким чином, він зміг взяти участь в Кубку Перу. У 2011 році клуб став чемпіоном району, провінції й округи Куско. У тому ж році він дійшов до національного етапу Кубка Перу, де програв «Уракану» з Арекіпи.

### Кубок Перу 2011
Перед початком своєї участі в Кубку Перу «блакитні» змагалися в Торнео Інтермедіо, відомий також як Кубок Інків, в якому вони дійшли до чвертьфіналу, де програли «Спорту» Анкаш. Однак були обіграні такі команди, як «Депортіво Гарсільясо», «С'єнсіано» і УТК .
«Реал» почав свій шлях в Кубку Перу з регіонального етапу, програвши на національному етапі в минулому році. Він став першим у своїй групі і вдруге в своїй історії потрапив в національний етап.
В 1/8 фіналу національного етапу він пройшов «Уніон Мінас» після того, як зіграв внічию 0:0 в Оркопампі і переміг 4:2 в Куско. У чвертьфіналі він зустрівся з командою, яка обіграла його в минулому році, — «Ураканом» (Арекіпа). Вигравши в Куско 3:0 і програвши в Арекіпі 2:0, він пройшов далі. У півфіналі він здобув перемогу над «Альянсою Універсідад» з загальним рахунком 4:3, вигравши 2:0 вдома і програвши 3:2 в Уануко. У фіналі турніру він зустрівся з «Пасіфіко». Вигравши в першому матчі в Куско 3:1 і програвши в матчі-відповіді 1:0, «Реал» на стадіоні «Альберто Гальярдо» став володарем Кубка Перу. При цьому «Реал» в перший раз у своїй історії вийшов у Перший дивізіон Перу.

### Віце―чемпіон Перу 2012
У 2012 році під керівництвом головного тренера Фредді Гарсії «Реал» почав свою участь в Децентралісадо. Набравши після 44 ігор 82 очки з 24 перемогами, 10 нічиїми і 10 поразками, він зайняв перше місце в Лігільї Б, яке дало йому право зіграти в плей-офф проти «Спортінга Кристал».
У першому матчі на стадіоні «Гарсільясо де ла Вега» «Спортінг» виграв завдяки голу Хуніора Росса. У матчі-відповіді, який відбувся на Національному стадіоні, перемогу з мінімальним рахунком знову здобули «пивовари». Таким чином, «блакитні» стали віце-чемпіонами Перу і отримали право брати участь в Кубку Лібертадорес 2013 .

### Кубок Лібертадорес 2013
«Реал» почав турнір з домашньої нічиєї проти колумбійського «Індепендьєнте Санта-Фе». Нападник гостей Крістіан Борха відкрив рахунок на 15-й хвилині. Зробив рахунок нічийним Роландо Богадо, забивши сильним ударом головою на 75-й хвилині. У своїй другій грі в Кубку Лібертадорес і першої на виїзді «Реал Гарсіласо» здобув важливу перемогу над парагвайським «Серро Портеньйо» завдяки голу аргентинця Альфредо Рамуа на 87-й хвилині і став, таким чином, першою перуанською командою, яка обіграла «циклон» в Асунсьйоні.
26 лютого «Реал» в гостях обіграв інший колумбійський клуб «Депортес Толіма» завдяки голу Йоширо Саласара. Після цієї перемоги він став першою перуанською командою, яка виграла в Ібаге. Крім того, вперше за 31 рік команда з Перу почала турнір з двох перемог в гостях поспіль. Останній раз це вдалося «Мельгару» в 1982 році. .
Після поразки з великим рахунком 3:0 вдома від «Депортес Толіма» команда «Нафтовика» Гарсії реабілітувалася і розгромила «Серро Портеньйо» з рахунком 5:1. Шість днів по тому «Реал» відправився в Боготи, де програв «Індепендьєнте» (Санта-Фе) після голів Вільдера Медіни і Крістіана Борхи. Незважаючи на поразку, команда з Куско вийшла в плей-офф з десятьма очками.
У першому матчі 1/8 фіналу проти уругвайського «Насьйональ», що пройшов у Куско, «Реал» переміг з рахунком 1:0 завдяки голу Роландо Богадо. У матчі-відповіді, який відбувся на стадіоні «Сентенаріо», уругвайці здобули перемогу з таким же рахунком. Загальний рахунок за підсумками двох зустрічей став 1:1, тому була призначена серія післяматчевих пенальті без додаткового часу. У серії пенальті з рахунком 4:1 переміг «Реал». Таким чином, команда-відкриття цього турніру вийшла в чвертьфінал, потрапивши в число восьми кращих команд Південної Америки.
У чвертьфіналі перуанці знову зустрілися з колумбійським «Індепендьєнте Санта-Фе». У першому матчі, що пройшов в Куско, після голів Франсіско Меси, Вільдер Медіни і Франсіско Куеро гості здобули перемогу з рахунком 3:1. Єдиний м'яч у господарів забив Альфредо Рамуа. У матчі-відповіді колумбійці знову були сильнішими ― 2:0.

### ФК «Куско»
У грудні 2019 року керівництво «Реала Гарсільясо» оголосило про перейменування клубу в ФК «Куско».

## Стадіон
Стадіон «Інка Гарсільясо де ла Вега» є спортивною ареною і знаходиться в Куско на висоті 3366 метрів.
Стадіон знаходиться у власності Перуанського спортивного інституту, і на ньому проводять свої домашні матчі «Реал Гарсільясо» і «С'єнсіано», які беруть участь в Першому дивізіоні Перу. Також тут свої домашні матчі в Кубку Перу проводить «Депортіво Гарсільясо».
Стадіон був відкритий в 1950 році і був розрахований на 22 тисячі глядачів, однак, через проведення в 2004 році в Перу Кубка Америки його місткість була розширена до 42 056 глядачів.

## Форма
- Домашня форма: блакитні футболки з білою облямівкою, блакитні шорти з білими смугами з боків, блакитні гетри з білою облямівкою.
- Гостьова форма: білі футболки з блакитною облямівкою, білі шорти, білі гетри з блакитною облямівкою.

## Статистика клубу
- Сезонів в Першому дивізіоні : 8 (з 2012 по теперішній час)
- Кращий результат в Першому дивізіоні: 2-е місце (2012, 2013 2017)
- Найбільші перемоги:

- В національних турнірах вдома: «Реал Гарсільясо» — «Депортіво Мальдонадо» — 14:0 (19 жовтня 2011).
- В національних турнірах в гостях: «Умберто Луна» — «Реал Гарсільясо» — 0:3 (12 жовтня 2011).
- В міжнародних турнірах вдома: «Реал Гарсільясо» —  «Серро Портеньйо» — 5:1 (10 квітня 2013).
- В міжнародних турнірах в гостях:  «Серро Портеньйо» — «Реал Гарсільясо» — 0:1 (21 лютого 2013).

- Найбільші поразки:

- В національних турнірах вдома: «Реал Гарсільясо» — «Спортінг Кристал» — 0:1 (2 грудня 2012).
- В національних турнірах в гостях: «Спортінг Кристал» — «Реал Гарсільясо» — 3:0 (25 березня 2012).
- В міжнародних турнірах вдома: «Реал Гарсільясо» —  «Депортес Толіма» — 0:3 (2 квітня 2013).
- В міжнародних турнірах в гостях:  «Індепендьєнте Санта-Фе» — «Реал Гарсільясо» — 2:0 (16 квітня 2013).

- Кращий бомбардир:

-  Енді Пандо (27 голів в Децентралісадо 2012)

- Участі в міжнародних турнірах:

- Кубок Лібертадорес (1): 2013

## Титули та досягнення
- Віце-чемпіон Перу (3): 2012, 2013, 2017
- Кубок Перу (1): 2011

### Регіональні турніри
- Регіональний етап: Регіон VIII (1): 2011
- Ліга департаменту Куско (1): 2010
- Ліга провінції Куско (1): 2010
- Ліга округу Куско (1): 2010
- Друга ліга округу Куско (1): 2009